# M16 APM

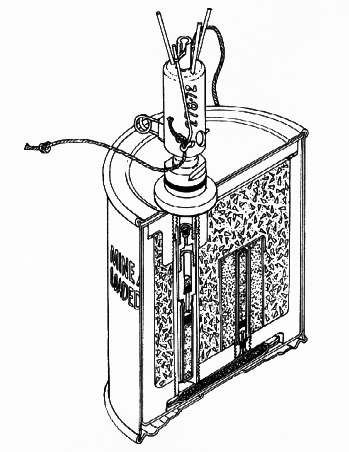
Мина М16А2 в разрезе

М16 АРМ (Anti-personnel mine M16) — противопехотная выпрыгивающая осколочная мина кругового поражения. Является аналогом германской «Шпринг-мины» и советско-российской «ОЗМ-72».
Была разработана в начале 1960-х годов в США. Её приняли на вооружение армии и корпуса морской пехоты США в 1965 году. Выпускались три основные модификации мины — М16, М16А1 и М16А2.
Своё происхождение ведёт от немецкой выпрыгивающей мины SMI-35 времён Второй Мировой войны. При срабатывании взрывателя огонь пламени воспламеняет пороховой замедлитель, который по запальной трубке поджигает вышибной заряд. Последний, выбрасывает на высоту около 0,6-1,8 метра боевой снаряд мины. В это время происходит горение порохового замедлителя. Как только пламя достигает капсюля-детонатора, последний взрывается, вызывая взрыв основного заряда мины. Мина, взрываясь на уровне 0,6-1,8 метра, поражала осколками даже бойцов, лежащих на земле.
Мина широко применялась американцами в войне во Вьетнаме.

## ТТХ
| Корпус                                       | металл       |
| Масса                                        | 3,5 кг       |
| Масса взрывчатого вещества (тротил или H2)   | 450 г        |
| Диаметр                                      | 10 см        |
| Высота                                       | 14 см        |
| Радиус поражения                             | до 20 м      |
| Гарантированное безопасное удаление          | 183 м        |
| Длина натяжного датчика цели                 | до 18 м      |
| Диаметр зоны действия нажимного датчика цели | 5 см         |
| Температурный диапазон применения            | -40 — +50 °C |
| Основной взрыватель                          | М605         |